# Pro Basketball League 2019-20
La Pro Basketball League 2019-20, conocida por motivos de patrocinio como EuroMillions Basketball League, fue la edición número 93 de la Pro Basketball League, la primera división del baloncesto profesional de Bélgica. El 13 de marzo de 2020, la Asociación Belga de Baloncesto decidió, de acuerdo con todos los clubes participantes y debido a la pandemia de coronavirus, finalizar la temporada en lugar de asumir que los partidos pospuestos aún podrían jugarse, tomando la clasificación actual como final. Como tal, Ostende ganó su título número 21.

### Equipos 2019-2020 y localización
Los diez equipos de la temporada pasada repitieron en ésta. Para la primera fase fueron divididos en dos grupos de cinco, de acuerdo con la clasificación de la temporada anterior. Así, los equipos clasificados en las posiciones 1, 3, 5, 7 y 9 de la temporada 2018-19 forman parte del grupo A, y el resto del grupo B.
| Club                       | Ciudad    | Pabellón                      | Capacidad |
| -------------------------- | --------- | ----------------------------- | --------- |
| Basic-Fit Brussels         | Bruselas  | Piscine de Neder-Over-Hembeek | 1200      |
| Belfius Mons-Hainaut       | Mons      | Mons Arena                    | 4000      |
| VOO Liège                  | Liège     | Country Hall Ethias           | 5000      |
| Crelan Okapi Aalstar       | Aalst     | Okapi Forum                   | 2800      |
| Hubo Limburg United        | Hasselt   | Alverberg Sporthal            | 1730      |
| Kangoeroes Mechelen        | Mechelen  | Winketaai                     | 1500      |
| Filou Oostende             | Ostend    | Sleuyter Arena                | 5000      |
| Proximus Spirou            | Charleroi | Spiroudome                    | 6200      |
| Stella Artois Leuven Bears | Leuven    | Sportoase                     | 3400      |
| Telenet Giants Antwerp     | Antwerp   | Lotto Arena                   | 5218      |

## Temporada regular

### Primera ronda
| Pos. | Equipo                     | PJ | G | P | PF  | PC  | DP  | Pts |
| ---- | -------------------------- | -- | - | - | --- | --- | --- | --- |
| 1    | Belfius Mons-Hainaut       | 8  | 6 | 2 | 554 | 536 | +18 | 14  |
| 2    | Telenet Giants Antwerp     | 8  | 5 | 3 | 629 | 579 | +50 | 13  |
| 3    | Crelan Okapi Aalstar       | 8  | 4 | 4 | 633 | 613 | +20 | 12  |
| 4    | Stella Artois Leuven Bears | 8  | 3 | 5 | 629 | 664 | −35 | 11  |
| 5    | Spirou                     | 8  | 2 | 6 | 616 | 669 | −53 | 10  |

| Pos. | Equipo              | PJ | G | P | PF  | PC  | DP   | Pts |
| ---- | ------------------- | -- | - | - | --- | --- | ---- | --- |
| 1    | Filou Oostende      | 8  | 7 | 1 | 661 | 546 | +115 | 15  |
| 2    | Hubo Limburg United | 8  | 7 | 1 | 683 | 585 | +98  | 15  |
| 3    | Phoenix Brussels    | 8  | 3 | 5 | 611 | 593 | +18  | 11  |
| 4    | Kangoeroes Mechelen | 8  | 3 | 5 | 563 | 588 | −25  | 11  |
| 5    | VOO Liège           | 8  | 0 | 8 | 502 | 708 | −206 | 8   |

### Segunda ronda
| Pos. | Equipo                     | PJ | G  | P  | PF   | PC   | DP   | Pts | Clasificación                                      |
| ---- | -------------------------- | -- | -- | -- | ---- | ---- | ---- | --- | -------------------------------------------------- |
| 1    | Filou Oostende (C)         | 17 | 13 | 4  | 1456 | 1216 | +240 | 30  | Clasificado para Champions League                  |
| 2    | Belfius Mons-Hainaut       | 17 | 12 | 5  | 1265 | 1222 | +43  | 29  | Clasificado para Champions League qualifying round |
| 3    | Telenet Giants Antwerp     | 17 | 11 | 6  | 1410 | 1271 | +139 | 28  | Clasificado para EuroCup                           |
| 4    | Hubo Limburg United        | 17 | 10 | 7  | 1391 | 1321 | +70  | 27  | Clasificado para FIBA Europe Cup                   |
| 5    | Spirou                     | 17 | 9  | 8  | 1382 | 1380 | +2   | 26  |                                                    |
| 6    | Crelan Okapi Aalstar       | 18 | 8  | 10 | 1247 | 1238 | +9   | 26  |                                                    |
| 7    | Stella Artois Leuven Bears | 17 | 8  | 9  | 1334 | 1363 | −29  | 25  |                                                    |
| 8    | Kangoeroes Mechelen        | 17 | 8  | 9  | 1231 | 1241 | −10  | 25  |                                                    |
| 9    | Phoenix Brussels           | 17 | 6  | 11 | 1299 | 1278 | +21  | 23  |                                                    |
| 10   | VOO Liège                  | 18 | 1  | 17 | 1071 | 1556 | −485 | 19  |                                                    |

 Fuente: EuroMillions League

### Resultados
| Local \ Visitante          | MON   | OOS   | LIM    | MEC   | BRU    | SPI   | LEU   | ANT    | OKA   | LIE    |
| -------------------------- | ----- | ----- | ------ | ----- | ------ | ----- | ----- | ------ | ----- | ------ |
| Belfius Mons-Hainaut       | —     | —     | —      | —     | —      | 78–58 | 82–99 |        | 68–67 | —      |
| Filou Oostende             | —     | —     | 73–66  | 95–73 | 74–62  | —     | —     | —      | —     | 102–62 |
| Hubo Limburg United        | —     | 78–75 | —      | 73–69 | 104–99 | —     | —     | —      | —     | 93–57  |
| Kangoeroes Mechelen        | —     | 70–75 | 73–78  | —     | 57–79  | —     | —     | —      | —     | 71–59  |
| Phoenix Brussels           | —     | 75–77 | 71–79  | 61–74 | —      | —     | —     | —      | —     | 77–62  |
| Spirou                     | 58–64 | —     | —      | —     | —      | —     | 84–94 | 76–100 | 77–85 | —      |
| Stella Artois Leuven Bears | 57–65 | —     | —      | —     | —      | 83–91 | —     | 77–94  | 91–78 | —      |
| Telenet Giants Antwerp     | 70–52 | —     | —      | —     | —      | 70–84 | 84–60 | —      | 81–69 | —      |
| Crelan Okapi Aalstar       | 68–69 | —     | —      | —     | —      | 95–88 | 86–68 | 85–71  | —     | —      |
| VOO Liège                  | —     | 60–90 | 68–112 | 68–76 | 66–87  | —     | —     | —      |       | —      |

| Local \ Visitante          | MON   | OOS    | LIM    | MEC   | BRU    | SPI   | LEU   | ANT   | OKA    | LIE    |
| -------------------------- | ----- | ------ | ------ | ----- | ------ | ----- | ----- | ----- | ------ | ------ |
| Belfius Mons-Hainaut       | —     | 80–68  | 73–72  |       |        |       | 72–99 | 91–88 |        |        |
| Filou Oostende             |       | —      |        |       | 86–56  | 93–99 | 95–82 | 85–77 | 88–70  |        |
| Hubo Limburg United        |       | 69–92  | —      | 84–90 |        |       |       |       | 68–62  |        |
| Kangoeroes Mechelen        | 81–76 | 79–78  |        | —     |        | 90–98 | 63–73 | 87–95 |        | 102–77 |
| Phoenix Brussels           | 62–77 |        | 71–80  | 72–76 | —      |       | 88–69 |       | 89–75  |        |
| Spirou                     | 90–69 |        | 86–76  |       | 82–67  | —     |       |       | 84–83  |        |
| Stella Artois Leuven Bears |       |        | 74–84  |       |        | 88–79 | —     | 83–80 |        | 79–56  |
| Telenet Giants Antwerp     |       |        | 101–90 |       | 77–70  | 86–72 |       | —     |        | 92–46  |
| Crelan Okapi Aalstar       | 73–83 |        |        | 91–72 |        |       | 82–58 | 68–85 | —      | 84–64  |
| VOO Liège                  |       | 58–110 | 87–85  |       | 63–113 | 59–76 |       |       | 70–101 | —      |

## Estadísticas
Hasta el 2 de marzo de 2020.
| Rank | Nombre         | Equipo              | PPP  |
| ---- | -------------- | ------------------- | ---- |
| 1.   | Hugh Robertson | Leuven Bears        | 19.6 |
| 2.   | Milos Bojovic  | Liege Basket        | 18.6 |
| 3.   | Anthony Beane  | Proximus Spirou     | 18.3 |
| 4.   | Riley Lachance | Okapi Aalstar       | 17.0 |
| 5.   | Shavon Coleman | Kangoeroes Mechelen | 16.5 |

| Rank | Nombre              | Equipo              | APP |
| ---- | ------------------- | ------------------- | --- |
| 1.   | Kenneth Smith       | Proximus Spirou     | 7.5 |
| 2.   | Luka Rupnik         | Antwerp Giants      | 6.0 |
| 3.   | Rayshawn Simmons    | Kangoeroes Mechelen | 5.4 |
| 4.   | Joe Rahon           | Proximus Spirou     | 5.0 |
| 5.   | Vladimir Mihailović | Okapi Aalstar       | 4.9 |

| Rank | Nombre          | Equipo              | RPP |
| ---- | --------------- | ------------------- | --- |
| 1.   | Marin Maric     | Okapi Aalstar       | 8.8 |
| 2.   | Lennard Freeman | Mons-Hainaut        | 8.6 |
| 3.   | Shevon Thompson | BC Oostende         | 7.6 |
| 4.   | Justin Kohajda  | Liege Basket        | 7.1 |
| 5.   | Shavon Coleman  | Kangoeroes Mechelen | 7.1 |

| Rank | Nombre          | Equipo          | VPP   |
| ---- | --------------- | --------------- | ----- |
| 1.   | Hugh Robertson  | Leuven Bears    | 20.76 |
| 2.   | Marin Maric     | Okapi Aalstar   | 18.19 |
| 3.   | Lennard Freeman | Mons-Hainaut    | 17.24 |
| 4.   | Kenneth Smith   | Proximus Spirou | 16.88 |
| 5.   | Brandan Stith   | Leuven Bears    | 16.71 |

## Equipos belgas en competiciones europeas
| Equipo                 | Competición      | Progreso          |
| ---------------------- | ---------------- | ----------------- |
| Oostende               | Champions League | Temporada regular |
| Telenet Giants Antwerp | Champions League | Temporada regular |
| Proximus Spirou        | FIBA Europe Cup  | Temporada regular |
| Phoenix Brussels       | FIBA Europe Cup  | Temporada regular |